# Gustave Vié
Gustave Vié (ur. 4 czerwca 1849 w Escrennes, zm. 10 lipca 1918) – francuski duchowny katolicki, biskup. Święcenia kapłańskie przyjął w 1872 roku, zaś w 1916 został mianowany przez papieża Benedykta XV ordynariuszem diecezji Monako. Sakrę przyjął 25 lipca tegoż roku. Kierował diecezją przez dwa lata aż do swej śmierci w 1918 roku.